# 耿当州
耿当州，元朝时设置的州。
至正七年（1347年）置，治所在今云南省景洪市西北景东。属车里府。明朝洪武十五年（1382年）废入车里军民宣慰使司。